# 荣威Marvel X
荣威Marvel R（前身為荣威Marvel X）是中华人民共和国汽車制造商上汽集团荣威品牌旗下的一款电动紧凑型跨界SUV。荣威Marvel X于2018年推出，市場定位在荣威RX5之上，荣威RX8之下。2021年，榮威Marvel R的名稱取代了荣威Marvel X。
Marvel R被定位为R-Line（R汽車或上汽R汽車）的一部分，R-Line是上汽集团荣威的一个高端NEV（新能源汽車）子品牌。2021年10月底，上汽集團決定在R汽車基礎上成立獨立品牌飛凡汽車。2021年11月5日成立獨立公司。

## 外部鏈接
- 官方网站 (Roewe Marvel X)
- 官方网站 (Marvel R)